# Čekankový sirup

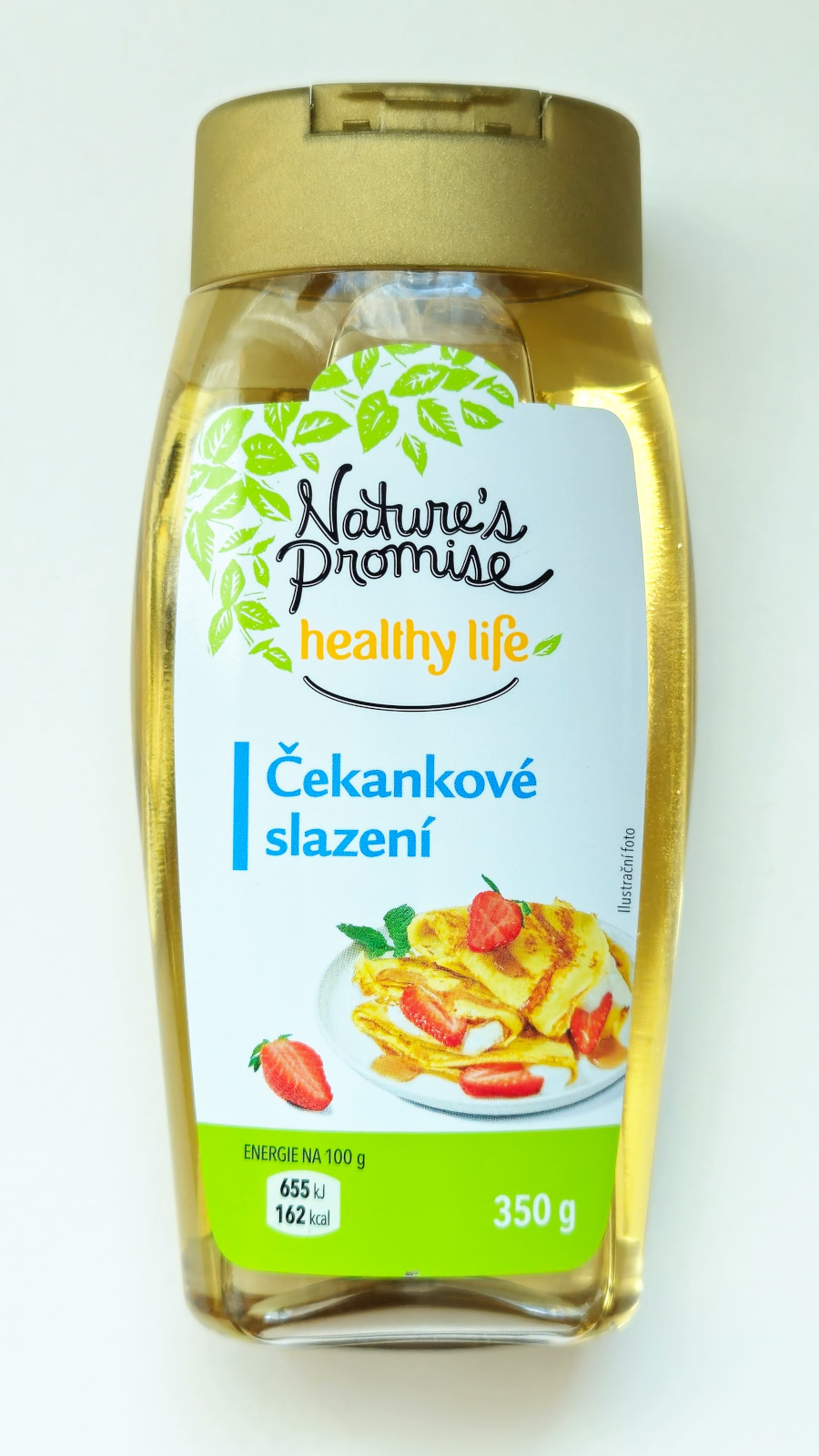
Balení 99,6% čekankového sirupu

Čekankový sirup je používán jako přírodní sladidlo vyrobené z kořene čekanky. Vyniká vysokým obsahem vlákniny a glykemickým indexem menším než 5.
Čekankový sirup má minimální obsah fruktózy ve srovnání s alternativními sladícími sirupy (javorový sirup, sirup z agáve). Kvalitní sirupy z čekanky obsahují maximálně 5 % sacharidů.
| Energetická hodnota               | 650 kJ/161 kcal |
| Tuky                              | 0 g             |
| – z toho nasycené mastné kyseliny | 0 g             |
| Sacharidy                         | 4,7 g           |
| – z toho cukry                    | 4,7 g           |
| Vláknina                          | 71,3 g          |
| Bílkoviny                         | 0 g             |
| Sůl                               | 0 g             |

## Využití
Čekankový sirup lze využít jako alternativní sladidlo. Sladit lze nápoje a to studené i teplé, dezerty, zmrzliny, palačinky a využít lze i při pečení. Dávkování je srovnatelné s medem, doporučená denní dávka je 10-20g.

## Výhody
Sirup je bez lepku, neobsahuje laktózu, sůl, má nižší energetickou hodnotu, minimum sacharidů a vysoký obsah rozpustné vlákniny.